# Kurt Niederstätter
Kurt Niederstätter (Bressanone, 3 agosto 1976) è un ex snowboarder italiano.

## Biografia
Nato a Bressanone, in Alto Adige, nel 1976, debutta in Coppa del Mondo a 18 anni, il 21 gennaio 1995, a San Candido, nello slalom parallelo, una delle sue specialità.
Nel 1996 partecipa ai Mondiali di Lienz, in Austria, arrivando 19º nello slalom gigante.
L'anno successivo, alla competizione iridata di San Candido termina 33° nello slalom e 37° nello slalom parallelo.
Nel 1999, a Berchtesgaden, in Germania, è invece 16° nello slalom gigante e 20° nello slalom gigante parallelo, ma non termina le gare di slalom parallelo e snowboard cross.
2 anni dopo prende parte al suo 4° Mondiale, a Madonna di Campiglio, chiudendo 31º nello slalom parallelo, ma non terminando slalom gigante e slalom gigante parallelo.
A 25 anni prende parte ai Giochi olimpici di Salt Lake City 2002, nello slalom gigante parallelo, chiudendo 22º in 38"22, non accedendo alla fase ad eliminazione diretta.
Termina la carriera a 26 anni, nel 2003.